# Diecezja Mocoa-Sibundoy
Diecezja Mocoa-Sibundoy (łac. Dioecesis Mocoënsis-Sibundoyensis, hisz. Diócesis de Mocoa-Sibundoy) – rzymskokatolicka diecezja w Kolumbii. Biskupi diecezji są sufraganami arcybiskupów Florencia.

## Historia
8 lutego 1951 papież Pius XII bullą Quo efficacius erygował wikariat apostolski Sibundoy. Do tej pory tereny nowego wikariatu wchodziły w skład zlikwidowanego wikariatu apostolskiego Caquetá.
29 października 1999 roku decyzją papieża Jana Pawła II wyrażoną w konstytucji apostolskiej Catholica fides wikariat został podniesiony do rangi diecezji i nadano mu nazwę Mocoa-Sibundoy.

Mapa diecezji

## Ordynariusze

### Wikariusze apostolscy Sibundoy
- Camilo Plácido Crous y Salichs OFMCap (1951 - 1971)
- Ramón Mantilla Duarte CSsR (1971 - 1977)
- Rafael Arcadio Bernal Supelano CSsR (1978 - 1990)
- Fabio de Jesús Morales Grisales CSsR (1991 - 1999)

### Biskupi Mocoa-Sibundoy
- Fabio de Jesús Morales Grisales CSsR (1999 - 2003)
- Luis Alberto Parra Mora (2003 - 2014)
- Luis Albeiro Maldonado Monsalve (2015 - 2025)